# منتخب اليونان تحت 17 سنة لكرة السلة للرجال
منتخب اليونان لكرة السلة للرجال تحت 17 سنة هو ممثل اليونان الرسمي في المنافسات الدولية في كرة السلة
.